# Sulfure de cadmium
Pour les articles homonymes, voir CDS.
Le sulfure de cadmium ou CdS est un composé chimique inorganique de soufre et de cadmium de formule CdS.

## Propriétés physiques et chimiques
C'est un solide polymorphe à la couleur caractéristique jaune, jaune-orangée, jaune brun. Il peut être amorphe ou avoir diverses structures cristallines. Ce pigment stable est inaltérable au gaz hydrogène sulfuré ou aux diverses matières qui en dégagent.
Le corps chimique est un composé peu soluble comme le prouve le produit de solubilité ou pKs de l'ordre de 26 à température ambiante. Il est insoluble dans l'eau froide, mais il tend à former des solutions colloïdales dans l'eau chaude.
La morphologie cristalline la plus stable est soluble dans l'acide chlorhydrique 1 N à chaud, et à froid dans le même acide concentré (en générant des complexes CdCl3−), mais très peu soluble dans l'ammoniaque. Mais au contraire de CuS, le cristal CdS est insoluble dans l'acide nitrique 1 N ou normal à chaud ou dans l'acide sulfurique 7 N bouillant.
Le sulfure de cadmium β de maille hexagonale (groupe de symétrie 6 mm, no =183) correspond au minéral greenockite à l'état naturel. Les cristaux jaune clair de densité 4,8 peuvent être sous la forme de prisme hexagonal terminé par une pyramide hexagonale.
Le CdS est un matériau semi-conducteur de type II-VI, la configuration électronique de l'atome de cadmium étant [Kr]4d105s2 et celle du soufre [Ne]3s23p4. Son gap direct est voisin de 2,5 eV. Il présente aussi des propriétés piézoélectriques et de phosphorescence.

## Préparation
Les sels de cadmium absorbent et réagissent facilement avec le gaz sulfure d'hydrogène pour donner le sulfure de cadmium.
CdCl2 aq ou autres solutions aqueuses de sels de cadmium + H2S gaz → CdS poudre jaune + 2 HCl aq
Les cristaux de cadmium β ne sont obtenus ensuite au laboratoire que par des procédés en phase gazeuse, le passage d'un courant d'hydrogène gazeux ou gaz dihydrogène libère par inversion réactionnelle la vapeur de cadmium et le sulfure d'hydrogène gazeux, et la réaction, normale reprise dans les parties plus froides du tube de réaction, donne des cristaux hexagonaux.
On peut opérer à défaut avec un sulfure alcalin ou un sulfure d'ammonium en milieu aqueux. En milieu neutre ou alcalin, le précipité colloïdal obtenu, jaune à orange, est difficile à filtrer. Il faut procéder en milieu acide choisi.

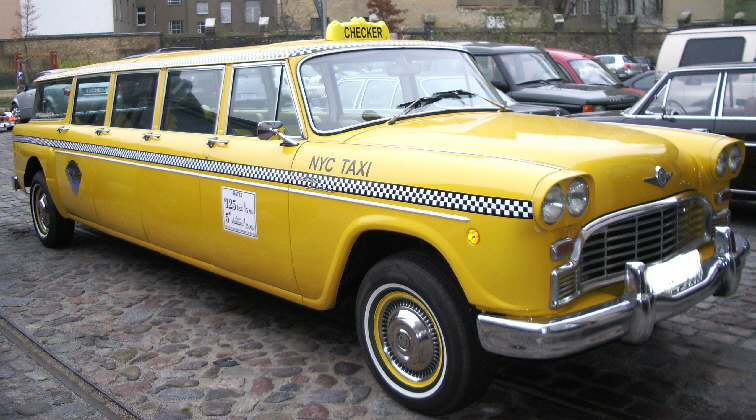
Un taxi de New-York autrefois peint réglementairement au jaune de cadmium

Le soufre et le corps simple cadmium métal réagissent à chaud pour donner ce pigment jaune.

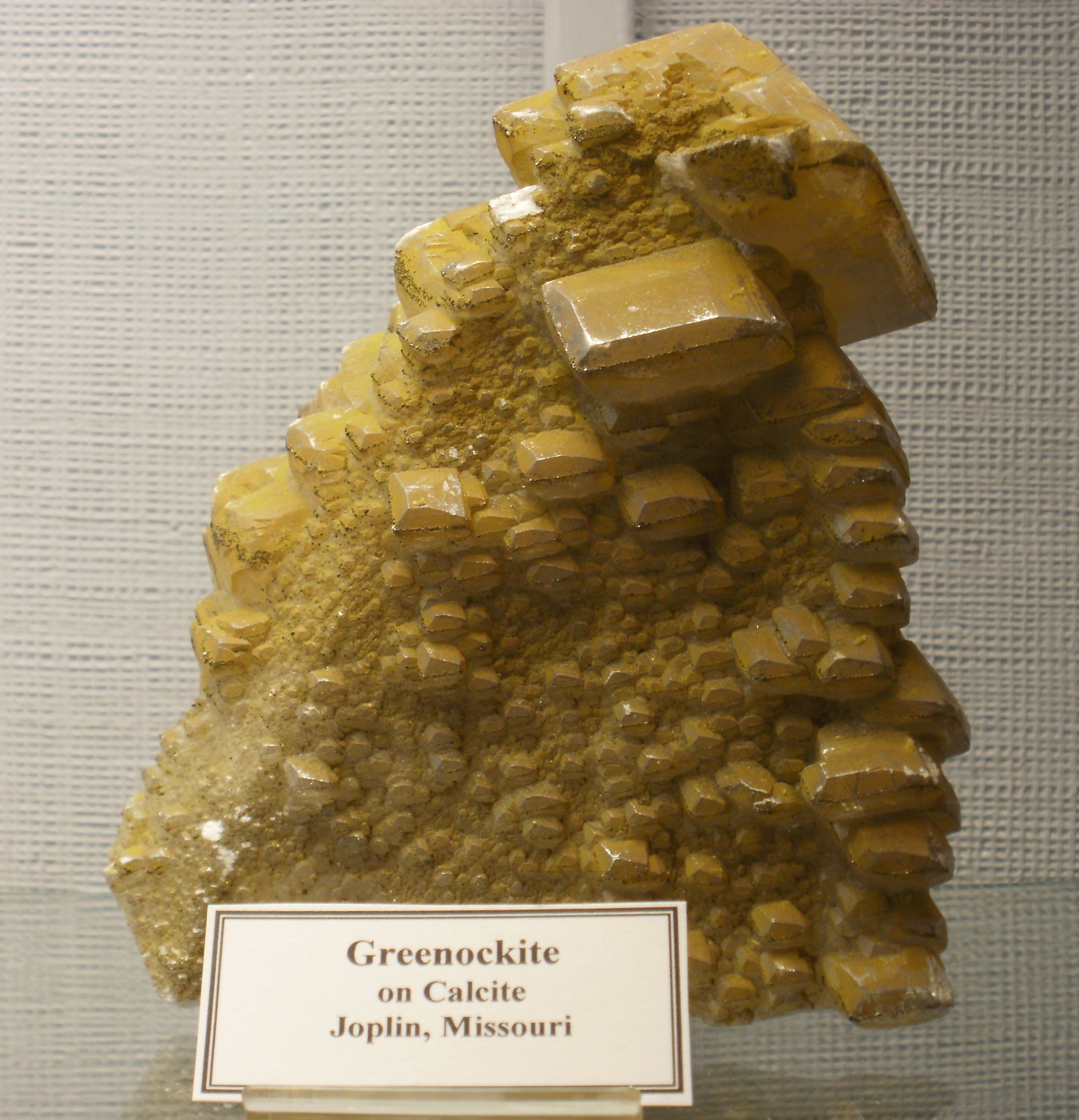
Greenockite ou sulfure de cadmium naturel, sur calcite.

## Structures cristallines
On le rencontre essentiellement sous trois formes :
- l'une, hexagonale, est thermodynamiquement stable dans les conditions standards ; elle est de type wurtzite
- la seconde, cubique est de type zinc-blende
- la troisième, cubique à faces centrées (CFC) de type chlorure de sodium apparaît sous forte pression[4].

## Analyse des propriétés physiques
À température ambiante pour sa structure de type wurtzite ainsi que pour sa forme cubique de type ZB, le gap vaut 2,5 eV.
Pour les propriétés mécaniques du CdS de type wurtzite appartenant à la classe 6 mm, le tenseur des rigidités s'écrit (les constantes mécaniques exprimées en GPa) :
{\displaystyle [c]={\begin{pmatrix}85,2&53,2&46,2&0&0&0\\53,2&85,2&46,2&0&0&0\\46,2&46,2&93,6&0&0&0\\0&0&0&14,9&0&0\\0&0&0&0&14,9&0\\0&0&0&0&0&16,15\end{pmatrix}}}
Ses caractéristiques piézoélectriques sont données dans le tenseur piézoélectrique en C.m-2 ci-dessous :
{\displaystyle [e]={\begin{pmatrix}0&0&0&0&-0,21&0\\0&0&0&-0,21&0&0\\-0,24&-0,24&0,44&0&0&0\end{pmatrix}}}
Le tenseur des constantes diélectriques (en pF.m-1) a pour expression:
{\displaystyle [\epsilon ]={\begin{pmatrix}79,9&0&0\\0&79,9&0\\0&0&84,4\end{pmatrix}}}

## Utilisation

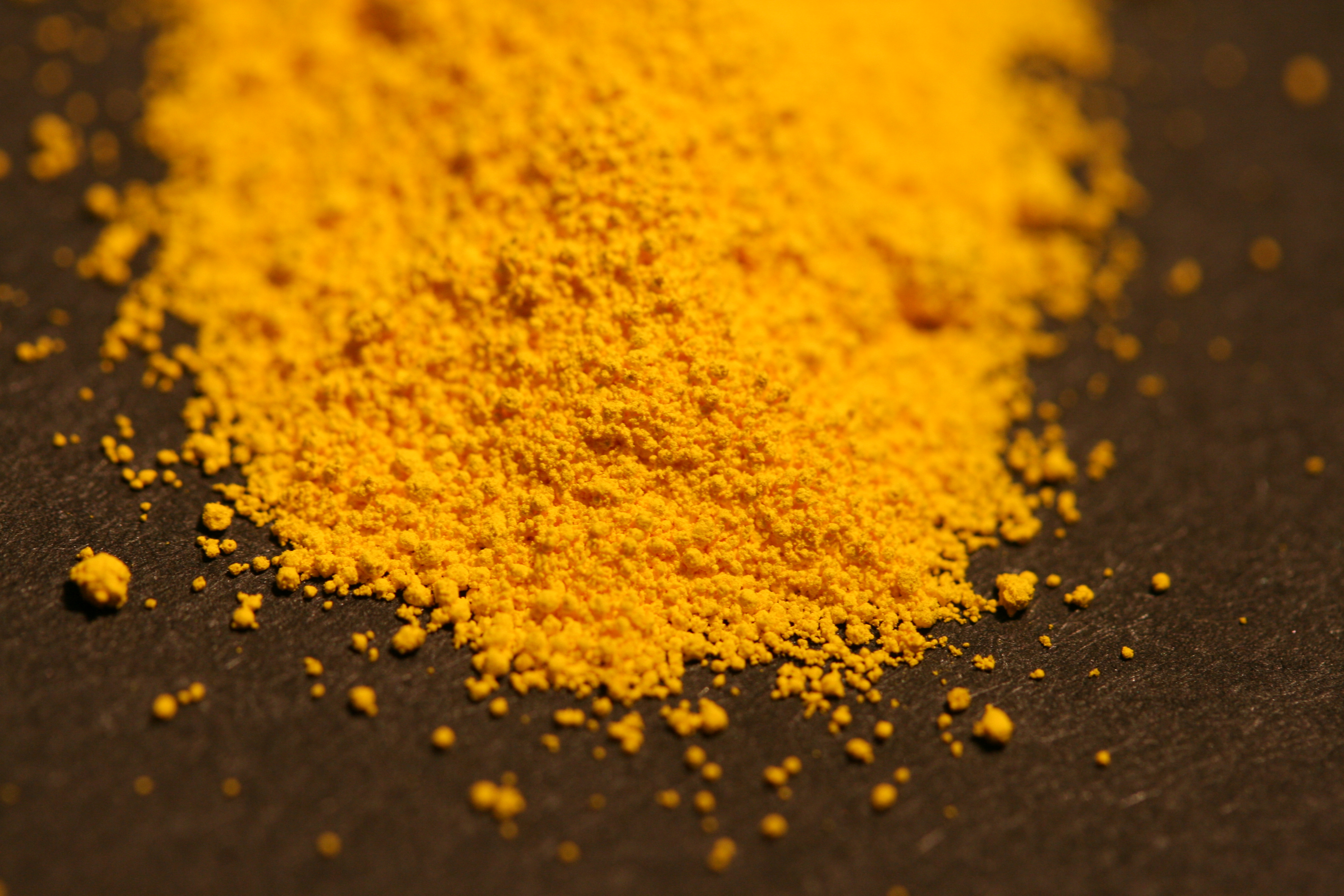
Pigment jaune de cadmium

La préparation du sulfure artificiel décrite donne un pigment jaune brillant inorganique stable, le jaune de cadmium. Il a été et est encore utilisé en peinture, en teinture et dans le domaine textile, dans les savons, pour les verres et céramiques, comme charge active dans les caoutchouc, papier ou encres d'imprimerie.
Le sulfure de cadmium peut aussi colorer des feux d'artifice.
Ce semi-conducteur peut être présent dans les posemètres et les photorésistances, les photomètres UV et les compteurs à scintillation, les écrans TV et divers écrans fluorescents.